# 自力救済
民事法の概念での自力救済（じりききゅうさい、じりょくきゅうさい、英: self-help、独: Selbsthilfe）とは、何らかの権利を侵害された私人が、司法手続によらず実力をもって権利回復を果たすことをいう。刑事法の自救行為（じきゅうこうい）、国際法の自助・復仇がこれに該当する。
広義には正当防衛、緊急避難を含むこともある。

## 概説
自力救済の典型例として、自身の駐車スペースに無断駐車された際にタイヤをロックして金銭などを受け取るまで足止めする、立ち退きに応じない借家人を家主が実力行使で追い出す、盗まれた自転車を自ら探し出しそのまま回収するなどの行為がある。
こうした行為は、以下の理由から認められない。
- 腕力・武力・地位などを用いて実力行使できる方が有利（力が正義）ということになり、弱者が一方的に虐げられる弱肉強食の状態となる[4][5]
- 私刑を行う用心棒や自警団など、実力行使を請け負う私的機関（私兵）がはびこって社会秩序の維持が難しくなる[4][6]
- マフィアや暴力団など反社会的勢力が、市民から用心棒代やトラブル解決の対価として金銭（みかじめ料）を徴収するなど、非合法組織の資金源にもなる[7]

司法制度や警察組織が整備される近代以前には、警備員を自力で雇用できる貴族や裕福な者は領民や地元住民を保護することで権力を得ていた。このほかにも地域や職能団体で金銭を集め傭兵などの組織に対価を払うことで自己防衛を図っていたが、権利を回復するためには実力行使に訴えざるをえなかった。例として古ゲルマン法のフェーデや中世日本の私軍、刈田狼藉などがある。宗教団体も信徒や聖地を保護するために僧兵のようなウォリアーモンクを動員し自力救済を行っていた。
このような組織がイタリアのマフィアや日本の暴力団のような犯罪組織として存続した。
近代以降は各国で法整備が進み、権利の有無の判断や執行は司法によってなされるべきとされ、私人の介入を排することで万民に平等な権利が保障されるようになった。しかし自力救済は法に基づく煩雑な手続きよりも迅速に問題を解決させることができる側面も有している。そこで現代の法にあっては、例外規定を設けつつ自力救済を禁止する傾向が一般的である。その例外の広さはまちまちで、コモン・ロー（英米法）系の民事法では自力救済の制限は緩やかで、国際法上は厳しく運用される。日本では「事態が急迫しており、公的救済を待ついとまがなく、後に権利の実現が不可能または著しく困難となる特段の事情がある場合に限り、必要最小限の範囲で認められる可能性があります」という弁護士の見解がある。
現代においても失敗国家や無政府状態では、政府を頼れない民衆が自警団を結成したり地元の有力者が私兵組織を勝手に作る例がある。

### 欧米
近代に入りいち早く法整備が行われたが、大企業は鉱山などで発生したストライキを鎮圧するため、会社の警備部門として武装集団（会社軍）を有するようになったが、ジョン・ロックフェラーはコロラド燃料製鉄会社のストライキを鎮圧するために会社軍を派遣し30人以上を射殺するなど、大きな被害がでるようになり非難を浴びた。後にアメリカ国内では労働争議は交渉で解決し、武力が必要な場合は州兵に任せるようになった。第二次世界大戦後には、暴動鎮圧など警備会社の能力を超える警備業務を提供する民間軍事会社が出現した。

## 法域ごとの事情

### アメリカ合衆国
アメリカ合衆国では開拓時代に市民が武装して自力救済を行っていたことから、憲法修正第2条で民兵に武器の所持や携帯の権利を認める武装権が規定されている。これは現代の銃規制にも影響を与えている。

### 日本

#### 日本における歴史
日本法の歴史では、古代から自力救済が行われていたと考えられ、律令制において裁判制度が整備された後も一定の範疇で自力救済が行われていた（養老律令『雑令』では少額の債権に関する自力救済を認める規定もある）。更に律令法には判決に関する強制執行の規定がなく、国家権力による救済は十分でなかったと考えられている。度々発生した私軍に関しては朝廷や幕府は禁じていたものの、実際は黙認状態であった。
中世に入ると、国家が社会の全ての集団や構成員を掌握している訳ではなく、その法を強制するだけの権力も無かった。そのため、紛争解決のために当事者に関わる血縁的・地縁的・職能的集団などの社会集団が強制力を伴う実力行使によって権利の保全、集団秩序の維持が行われる自治的な自力救済が社会的にも正当な行為とされた。村社会などに代表される集団自治的な自力救済制度は、近代的法体系が導入される明治時代以前まで続いた。その後も慣習的には現代まで残存している所もあるが、法的には近代的法体系により制限、否定されている。また、近代法体系においても集団の自治と言う側面を完全に否定している訳ではなく、近代法的法源が規定しない、及ばない範疇の事柄に関してはしばしば集団自治を重用するケースも見られる。
武家法や公家法による裁判による解決方法もあったが、判決を執行させるのは最終的には判決と言う法的裏付けによって保証された実力行使であった。近世社会の成立以前において、自力救済は武士以外の階級にも広範に認められていたと考えられているが、戦国大名の分国法（塵芥集など）に多く見出される喧嘩両成敗法や裁判中の中間狼藉の禁止、故戦防戦法の導入、差押えに対する領主の許可制などはこのような私的刑罰権を制限していったと考えられている。もっとも、民間の自力救済には慣習法的な制約があり、在地裁判や中人（近隣からの仲裁）による話し合いによる解決策によって実力行使の回避が図られ、殺人犯などの引き渡しの作法や、自力救済を巡る合戦の際には一定のルールが定められるなど、実力行使による自力救済が限りない暴力と報復の連鎖を生みださない知恵も図られていた。
豊臣政権及び続く江戸幕府は自力救済を抑制して公儀による裁判で解決させる方針を原則とした。武家法における仇討ちは自身の尊属および主人の敵を討つ場合にのみ認められ（公事方御定書により規定される）、仇討ちの際にはしかるべき届け出が必要とされた。また江戸時代の身分制社会では無礼討ち（幕末の生麦事件を参照）が存在し、1742年の公事方御定書においても成文として取り込まれている。これはむしろ近世以後に一般化し、18世紀以降不文律として定着していったようである。明治政府においては1868年の仮刑律では尊属を殺害した者に対する復讐は罰しないこととし、官に届け出さえすれば復讐は可能であった。しかし1873年には太政官布告により復讐は禁止させられ（この年の2月に「仇討禁止令」）、以後私的刑罰権は否定され、公刑主義が貫かれている。
一部では法や社会秩序を意図的に無視する人物に対し、自力救済による報復を認める意見がある。

#### 現行法
民法のなかで自力救済を規定した条文は存在しない。もっとも、民法233条第4項では「隣地の竹木の根が境界線を越えるときは、その根を切り取ることが出来る。」と規定しており、代執行によらない所有権に対する妨害排除を認めている。しかし通説・判例は原則禁止の姿勢をとっている。法律構成としては、占有訴権について定めた民法202条第2項を適用する。どのように入手されたものでも（盗んだものであっても）ひとたび占有された以上占有権が発生し、それを自力で奪い返すと占有権侵害となって不法行為により損害賠償請求権などが相手側に発生する。原則、これを取り戻すためには法的根拠と司法手続が必要となる。
例外規定についての条項もないが、学説では自力救済に関するドイツ民法を参考に論じている。判例もこれを受け、1965年の最高裁判決では、当該事件そのものについては自力救済にあたるとして棄却したものの、一般論として「力の行使は原則として法の禁止するところであるが、法律に定める手続によったのでは、権利に対する違法な侵害に対抗して現状を維持することが不可能または著しく困難であると認められ緊急やむをえない特別の事情が存する場合においてのみ、その必要の限度を超えない範囲内で、例外的に許される」と述べた。しかし判決として自力救済を容認した例はほとんどない。

##### 放置自転車の撤去
放置自転車を撤去したりロックする行為は認められていないが、自治体による撤去活動は『自転車の安全利用の促進及び自転車等の駐車対策の総合的推進に関する法律』に基づいているため正当である。
民間企業が土地の所有者と契約し、雇用した第三者に自転車をロックさせ持ち主に金銭を請求するビジネスが確認されているが、不正駐輪車両の移動・施錠は特別の事情とは認められず、器物損壊罪や窃盗罪に問われる可能性もある。

##### 国税滞納処分
国税の徴収には大量性・反復性があり、徴収のために煩雑な手続を要するとすれば、効率的な行政の執行を妨げるおそれがある。そのため、その徴収にあたっては国税徴収法により、私債権の実現には許されない自力執行権の手段として、滞納処分の手続きが認められている。
税務署長ほか国税徴収の事務に従事する公務員（徴収職員）、または国税の滞納処分の例による処分を許されている公租公課の徴収に従事する公務員（地方税法における徴税吏員など）は、滞納税について滞納者の財産を強制的に差し押さえ、換価することにより、税にかかる債権を履行させる権限を有している。

#### 判例・事例

##### おもな判例
アパートの家主が賃料不払いを理由に玄関の鍵を交換したことを自力救済として違法性が認められた例東京地裁平成16年6月2日判決。アパートの家主は、店子とその部下が家賃を払わないことを理由に賃貸借契約を解除した。この解除は有効と認めた。しかし、大家が当該アパートの鍵を交換したことについては、店子が知る由のないまま行われたことであり、裁判所はこれを占有権の侵害および違法な自力救済にあたると認めた。一方、損害賠償請求については、店子側はアパート室内の書類などを持ち出す猶予も与えられず当該事業の遂行に支障が出たとして賠償を求めたが、裁判所は鍵交換時には既に業務が停止しており逸失利益は認められないとしてこれを棄却した。
自力救済の例外を認めた例横浜地方裁判所昭和63年2月4日判決。マンションの目の前に自動車が3箇月間停めっぱなしの状態にあり、ある住人が再三にわたり督促したものの名義人は意図的に車を移動させなかった。故意に置きっぱなしにしてあると判断し、しびれを切らした住人が車を処分したところ、その所有者が損害賠償請求の訴えをおこした。裁判所は「やむを得ない特別の事情」があるとして損害賠償請求を認めなかった。

##### 訴訟になっていない事例
横浜地方裁判所における無断駐車横浜地方裁判所の庁舎出口前に駐車された事例では、横浜地裁が警察に通報するも敷地内であったことから関与できず、最終的には横浜地裁が庁舎管理権を根拠にレッカー移動した。これは私有地への無断駐車が違法行為とされないという過去の判例に対する抗議とみられている。
東扇島東公園における自動車の放置東扇島東公園にバスが放置された事例では、管理する川崎市が行政代執行で撤去し、撤去費用などを所有者に請求している。

## フィクション
登場人物が自力救済で私刑・復讐・報復を行う作品は多数発表されている。日本の民話や時代劇では仇討ちを美談として描く作品（忠臣蔵など）も多い。
司法制度の不備などで裁かれなかった犯罪者を制裁するという作品もあり、映画ではヴィジランテ映画（自警団もの）と呼ばれるジャンルとして確立している。特に犯罪率が上昇していた1970年代のアメリカ世論の共感を得て多くの作品が作られた。
以下、自力救済を扱った作品を挙げる。
- デス・ウィッシュシリーズ（『狼よさらば』など） - チャールズ・ブロンソン主演のアクション映画シリーズ。原作は自力救済に批判的な内容であったが映画では肯定的な内容となっており、公開当時（1970年代）のアメリカ世論の共感を得てヒットした。
- ダーティハリーシリーズ - 事件解決のためには違法な手段もとる刑事ハリー・キャラハンを主人公としている。作中では主人公の手法が問題視され謹慎処分を受けるなどしている。